# Marko Jelicic
Marko Jelicic  (Amersham, Engeland, 1959) is een Nederlands rechtspsycholoog. 

## Leven en werk
Jelicic studeerde aan de Universiteit van Amsterdam en promoveerde in 1992 aan de Erasmus Universiteit Rotterdam op een proefschrift over geheugen en waarneming onder algehele anesthesie. Na twee jaar in het laboratorium van de Canadese geheugenpsycholoog Fergus Craik te hebben gewerkt, keerde hij naar Nederland terug. Sinds 1998 is hij werkzaam aan de Universiteit Maastricht, waar hij onder meer het vak forensische psychopathologie doceert aan de Faculteit der Rechtsgeleerdheid. Per 1 september 2015 is hij benoemd tot hoogleraar Neuropsychologie en Recht.
Jelicic is vooral geïnteresseerd in het grensvlak tussen de neuropsychologie en het strafrecht. Hij publiceerde over zogenaamde flashbulb memories, hersenscans als bewijs, over getuigen met een hersenbeschadiging, en over verdachten die neuropsychologische aandoeningen veinzen. Jelicic treedt regelmatig op als getuige-deskundige en was lid van de Landelijke Expertisegroep Bijzondere Zedenzaken (LEBZ).